# Ooencyrtus azureus
Ooencyrtus azureus är en stekelart som först beskrevs av Mercet 1921.  Ooencyrtus azureus ingår i släktet Ooencyrtus och familjen sköldlussteklar. Inga underarter finns listade i Catalogue of Life.